# Moon Han-lim
Moon Han-lim (koreanisch: 문한림; * 16. Juni 1955 in Suwon) ist ein koreanischer Geistlicher und römisch-katholischer Bischof von Venado Tuerto in Argentinien.

## Leben
Er trat nach dem Schulabschluss in das Priesterseminar ein und studierte Philosophie. Mit seiner Mutter und zwei Brüdern wanderte er nach Argentinien aus, wo er in das Seminar aufgenommen wurde und sein Theologiestudium an der Päpstlichen Katholischen Universität von Argentinien abschloss.
Der Erzbischof von Buenos Aires Juan Carlos Kardinal Aramburu spendete ihm am 12. Oktober 1984 das Sakrament der Priesterweihe.
Nach weiteren Studien erwarb er ein Lizenziat in Theologie und ein weiteres Lizenziat in spiritueller Theologie an der Päpstlichen Universität Gregoriana. Neben Aufgaben in der Pfarr- und Krankenhausseelsorge war er für die Weiterbildung des Klerus verantwortlich und gehörte zeitweise dem Priesterrat des Erzbistums Buenos Aires an. Außerdem betreute er die koreanische Gemeinde in Argentinien.
Papst Franziskus ernannte ihn am 6. Februar 2014 zum Titularbischof von Thucca in Mauretania und Weihbischof in San Martín. Der Bischof von San Martín, Guillermo Rodríguez-Melgarejo, spendet ihm am 4. Mai desselben Jahres die Bischofsweihe; Mitkonsekratoren waren Óscar Vicente Ojea Quintana, Bischof von San Isidro, Joaquín Mariano Sucunza, Weihbischof in Buenos Aires, Mario Aurelio Kardinal Poli, Erzbischof von Buenos Aires, und Luis Héctor Villalba, emeritierter Erzbischof von Tucumán.
Am 5. Dezember 2020 ernannte ihn Papst Franziskus zum Koadjutorbischof von Venado Tuerto. Mit dem altersbedingten Rücktritt Gustavo Arturo Helps am 26. Oktober 2021 folgte er diesem als Bischof von Venado Tuerto nach.
In der argentinischen Bischofskonferenz gehört er der Kommission für das Laienapostolat und die Familienseelsorge an.